# 하카 요리
하카 요리(Hakka料理, 중국어: 客家菜, 병음: kèjiā cài 커자차이[*], 하카어: hak-kâ chhoi 학가초이)는 중화인민공화국 광둥성, 장시성, 푸젠성, 대만 등에 사는 하카의 향토 요리이다.

## 개요
하카는 진나라 때 화북 육도에서 화남으로 대규모로 집단 이동을 해 온 민족으로, 광둥성 동부, 장시성 남부, 푸젠성 서부 산지와 구릉을 중심으로 생활하고 있다. 또한 쓰촨성, 광시 좡족 자치구 등으로 이주했으며, 대만, 말레이시아, 인도네시아, 필리핀 등에 바다를 건너 이주한 사람들도 많다. 이 광범위한 지역에서 전통적으로 먹어 왔던 음식이 하카 요리이다.
객가(하카) 사람들이 가장 집중되어 있는 광둥성, 장시성, 푸젠성에 걸쳐 산간 부에서의 생활은 닭, 오리, 돼지 등 가금, 가축을 기르면서, 산의 산물인 야생 동물과 죽순, 산채, 버섯, 민물고기, 개구리 등을 이용하여 화남에서 재배에 적합한 쌀 및 그 가공품을 주식으로 하고, 조림과 찜을 중심으로 한 소박한 요리를 반찬으로 먹는 음식 습관을 형성했다.
떠도는 생활이 잦았으므로, 휴대나 보존이 간편한 야채 절임, 건어물, 훈제를 자주 이용하게 되었다. 갓을 절인 〈산채〉(酸菜)나 잘 말린 〈매채간〉(梅菜干)이 자주 요리에 사용되었고, 마른 감자, 말린 무 등 외에도 돼지나 건육을 먹는 지역도 있었다. 일하면서 흘린 땀으로 염분을 보충하여 체력을 유지하기 위해, 기름지고, 짜고, 진한 맛을 가진 음식이 많다. 맛을 내기 위해 고추, 생강, 술, 간장을 많이 사용한다. 한편, 수프 등은 매우 시원하게 만든 것도 있다. 기본적으로 스스로 먹기 위해서 준비하는 소박한 요리로 전해져 왔기 때문에, 가게에서 먹어도 서민적이고, 경제적인 요리라는 이미지도 있다. 조리법으로는 돌에 찌는 것, 대나무 찜, 소금을 쳐서 찌는 찜 등 다채로운 찜을 사용하는 요리가 있다.
이러한 하카 요리에 공통되는 조리법, 소재의 특징이 있는 한편 주변의 요리나 유통하고 있는 식재의 영향을 받아 지역마다 차이가 나서 각지의 명물 요리에도 차이가 있다. 주로 성 단위 지역으로 나누어 광둥성 동부의 〈둥장 요리〉(東江料理), 강서성 남부나 광둥성 북부의 〈공난 요리〉(贛南料理), 푸젠성 서부의 〈민시 요리〉(閩西料理), 대만의 〈타이완 하카 요리〉(台湾客家料理)로 나누어 취급할 수 있다. 이외에, 쓰촨 성의 하카 요리 등도 있다.

## 같이 보기
- 중국 요리
- 하카 (민족)